# Komprachcice (plaats)
Komprachcice (Duits: Comprachtschütz) is een dorp in de Poolse woiwodschap Opole. De plaats maakt deel uit van de gemeente Komprachcice en telt 2900 inwoners.

## Verkeer en vervoer
- Station Komprachcice